# Hokejaška liga Slovenije
Hokejaška Liga Slovenije je po rangu najviša liga hokeja na ledu u Sloveniji. Liga je osnovana 1991. godine, nakon raspada Jugoslavije. 

## Struktura
Liga je bila podeljena u dva dela - prvi deo i u plej of fazu. Posle nekog vremena neki timovi iz stranih zemalja su ušli u ligu. Da bi se sprečila mogućnost da strani tim osvoji prvenstvo osnovana je nova liga, Slohokej Liga, u 2009/10 sezoni. Slovenačka liga je promenila strukturu, tako da se samo domaći timovi mogu takmičiti u njoj. Timovu mogu da uđu u takmičenje lige ako su najbolji slovenački timovi u Slohokej Ligi, ili ako su slovenački timovi i igraju u jačoj Austrijskoj Ligi.

## Pobednici
| - do 1991 - Hokejaška liga Jugoslavije - 1991/92 - HK Akroni Jesenice - 1992/93 - HK Akroni Jesenice - 1993/94 - HK Akroni Jesenice - 1994/95 - HDD Olimpija Ljubljana - 1995/96 - HDD Olimpija Ljubljana - 1996/97 - HDD Olimpija Ljubljana - 1997/98 - HDD Olimpija Ljubljana - 1998/99 - HDD Olimpija Ljubljana - 1999/00 - HDD Olimpija Ljubljana - 2000/01 - HDD Olimpija Ljubljana - 2001/02 - HDD ZM Olimpija - 2002/03 - HDD ZM Olimpija | - 2003/04 - HDD ZM Olimpija - 2004/05 - HK Jesenice - 2005/06 - HK Jesenice - 2006/07 - HDD ZM Olimpija - 2007/08 - HK Jesenice - 2008/09 - HK Jesenice - 2009/10 - HK Jesenice - 2010/11 - HK Jesenice - 2011/12 - HDD ZM Olimpija - 2012/13 - HDD ZM Olimpija - 2013/14 - HDD ZM Olimpija - 2014/15 - HDD Jesenice |  |